# Barrowby
Barrowby är en ort och civil parish i Storbritannien.   Den ligger i grevskapet Lincolnshire och riksdelen England, i den sydöstra delen av landet, 160 km norr om huvudstaden London. Barrowby ligger 107 meter över havet och antalet invånare är 2 040.
Terrängen runt Barrowby är platt. Runt Barrowby är det ganska tätbefolkat, med 139 invånare per kvadratkilometer. Närmaste större samhälle är Grantham, 3,3 km öster om Barrowby. Trakten runt Barrowby består till största delen av jordbruksmark.